# Échangeur d'Englos
 (juin 2025).
Motif : Pas de sources. Voir Discussion:Échangeur de Shimukappu/Admissibilité.
- Archive Wikiwix
- Bing
- Cairn
- DuckDuckGo
- E. Universalis
- Gallica
- Google
- G. Books
- G. News
- G. Scholar
- Persée
- Qwant
- (zh) Baidu
- (ru) Yandex
- (wd) trouver des œuvres sur Wikidata

| 1. | Préciser le motif de la pose du bandeau. | Précisez le motif de la pose du bandeau en utilisant la syntaxe suivante : {{admissibilité à vérifier\|date=juin 2025\|motif=remplacez ce texte par le motif}}                          |
| 2. | Informer les utilisateurs concernés.     | Pensez à avertir le créateur de l'article, par exemple, en insérant le code ci-dessous sur sa page de discussion : {{subst:avertissement admissibilité à vérifier\|Échangeur d'Englos}} |

L'Échangeur d'Englos est un échangeur autoroutier situé sur le territoire des communes d'Englos et de Sequedin à l'ouest de Lille dans le Nord. Il est constitué d'un ensemble de bretelles. L'échangeur permet la connexion de l'autoroute A25 à la RN 41 et à la Rocade Nord-Ouest (M652)  et la desserte d'Englos, d'Ennetières-en-Weppes, d'Hallennes-lez-Haubourdin, de Sequedin et de Lomme.

## Axes concernés
- l'A 25 : Axe Lille - Dunkerque (sorties 6 et 7)
- la RN 41 : vers Lens et La Bassée
- la Rocade Nord-Ouest (RM 652, ex-RN 352) : vers le nord de l'agglomération lilloise
- la RM 952 (ex-RN 352) : desserte d'Englos, d'Ennetières-en-Weppes, d'Hallennes-lez-Haubourdin, de Sequedin et de Lomme

## Dessertes
- Centre commercial d'Englos-les-Géants
- MIN
- Maison d'arrêt de Lille-Sequedin